# Anoura cadenai
Anoura cadenai (Mantilla-Meluk & Baker, 2006) è un pipistrello della famiglia dei Fillostomidi endemico della Colombia.

## Descrizione

### Dimensioni
Pipistrello di piccole dimensioni, con la lunghezza della testa e del corpo tra 59 e 61 mm, la lunghezza dell'avambraccio tra 36,12 e 36,97 mm e la lunghezza delle orecchie tra 11 e 15 mm.

### Aspetto
La pelliccia è corta e crespa. Il colore generale del dorso varia dal bruno-nerastro al nerastro. Il muso è allungato e fornito all'estremità di una piccola foglia nasale lanceolata.  La lingua è sottile, allungabile e provvista di papille filiformi sulla punta. Le orecchie sono relativamente piccole, arrotondate e separate. È privo di coda, mentre l'uropatagio è ridotto ad una sottile membrana lungo la parte interna degli arti inferiori ed è cosparso di pochi peli.

## Biologia

### Alimentazione
Si nutre di nettare e polline.

## Distribuzione e habitat
Questa specie è conosciuta soltanto lungo il versante occidentale delle Ande colombiane sud-occidentali.
Vive tra 800 e 1.400 metri di altitudine.

## Conservazione
Questa specie è trattata dalla IUCN come parte di Anoura fistulata.